# Nedjalka A. Džambazova
Nedjalka Angelova Džambazova (in cirillico Недялка Ангелова Джамбазова; trasl. angl.: Nedyalka Angelova Dzhambazova; Plovdiv, 26 ottobre 1976) è una produttrice cinematografica bulgara.
Nel 2013 ha prodotto il film The Winner 3D, interpretato da Barbara Nedeljáková e Paul Johansson e nel 2014 è stata produttrice esecutiva del film Le Voyage interpretato da Gérard Depardieu. Entrambe le pellicole sono state dirette dal regista Frank Dobrin.